# Aubergina hicetas
Aubergina hicetas is een vlinder uit de familie van de Lycaenidae. De wetenschappelijke naam van de soort werd als Thecla hicetas in 1887 gepubliceerd door Godman & Salvin.